# 任天堂Switch Online
任天堂Switch Online是任天堂於任天堂Switch推出的網路服務。從2018年9月19日開始正式營運，2021年10月26日推出「任天堂Switch Online＋擴充包」。
玩家購買會員後可以使用任天堂提供的網路服務、並享有專屬會員服務與優惠，與Xbox Live和PlayStation Plus類似。

## 功能
任天堂Switch Online正式推出前，玩家可免費進行網路連線。在服務推出後，需購買會籍才可進行遊戲的網路連線、並追加透過智慧型手機應用程式與好友聯繫和語音聊天等功能、遊玩懷舊主機精選遊戲、以及會員限定的服務等。
好友的登錄與管理、分享畫面截圖至社群網站、家長管理監控功能等則開放给所有用户，不論是否付费皆可使用。

## 精選遊戲

##### 懷舊主機精選遊戲
以下此懷舊遊戲必須每周至少連接到互聯網一次才能繼續離線遊玩。

#### Family Computer / Nintendo Entertainment System游戏
随着2018年9月19日任天堂Switch Online服务的推出，订阅用户可以通过专门的应用游玩Family Computer / Nintendo Entertainment System游戏。首发共提供了20款作品。
| 功能                                                          | 任天堂Switch Online | 任天堂Switch Online＋擴充包 | 未加入 |
| ------------------------------------------------------------- | ------------------- | --------------------------- | ------ |
| 透過網路線上遊玩                                              | 是                  | 是                          | 否     |
| 使用智慧型手機《Nintendo Switch™ Online》應用程式             | 是                  | 是                          | 否     |
| 使用智慧型手機《Nintendo Switch™ Parental Controls》應用程式  | 是                  | 是                          | 是     |
| 雲端保管儲存資料                                              | 是                  | 是                          | 否     |
| 參與僅限加入者享有的特別服務                                  | 是                  | 是                          | 否     |
| 登錄和管理好友                                                | 是                  | 是                          | 是     |
| 分享截圖至社群網站                                            | 是                  | 是                          | 是     |
| 遊玩「Family Computer」與「Super Famicom」精選遊戲            | 是                  | 是                          | 否     |
| 遊玩「SEGA Mega Drive」與「任天堂64」精選遊戲                 | 否                  | 是                          | 否     |
| 遊玩「Game Boy / Game Boy Color」精選遊戲                     | 是                  | 是                          | 否     |
| 遊玩「Game Boy Advance」精選遊戲                              | 否                  | 是                          | 否     |
| 遊玩《集合啦！動物森友會》付費內容《快樂家樂園》              | 否                  | 是                          | 否     |
| 遊玩《瑪利歐賽車8 豪華版》付費內容《新增賽道通行證》          | 否                  | 是                          | 否     |
| 遊玩《斯普拉遁2》付費內容《Octo Expansion》                   | 否                  | 是                          | 否     |
| 使用智慧型手機《任天堂音乐》應用程式                          | 否                  | 是                          | 否     |
| 遊戲聊天                                                      | 是                  | [ 註 3 ]                    | 否     |
| 遊玩「GameCube」精選遊戲                                      | 否                  | [ 註 3 ]                    | 否     |
| 《薩爾達傳說 曠野之息》免費升級為 Nintendo Switch 2 Edition\| | 否                  | [ 註 3 ]                    | 否     |
| 《薩爾達傳說 王國之淚》免費升級為 Nintendo Switch 2 Edition\| | 否                  | [ 註 3 ]                    | 否     |

| 发布日期       | 游戏                                | 发行商           | NA/PAL/KR | JP/HK |
| -------------- | ----------------------------------- | ---------------- | --------- | ----- |
| 2018年9月19日  | 气球大战                            | 任天堂           | 是        | 是    |
| 2018年9月19日  | 棒球                                | 任天堂           | 是        | 是    |
| 2018年9月19日  | 咚奇剛                              | 任天堂           | 是        | 是    |
| 2018年9月19日  | 双截龙                              | 亞克系統         | 是        | 是    |
| 2018年9月19日  | 马力欧医生                          | 任天堂           | 是        | 是    |
| 2018年9月19日  | 越野机车                            | 任天堂           | 是        | 是    |
| 2018年9月19日  | 魔界村                              | 卡普空           | 是        | 是    |
| 2018年9月19日  | 宇宙巡航艦                          | 科樂美           | 是        | 是    |
| 2018年9月19日  | 敲冰块                              | 任天堂           | 是        | 是    |
| 2018年9月19日  | 冰上曲棍球                          | 任天堂           | 是        | 是    |
| 2018年9月19日  | 塞尔达传说                          | 任天堂           | 是        | 是    |
| 2018年9月19日  | 马力欧兄弟                          | 任天堂           | 是        | 是    |
| 2018年9月19日  | 職業摔角                            | 任天堂           | 是        | 是    |
| 2018年9月19日  | 热血物语                            | 亞克系統         | 是        | 是    |
| 2018年9月19日  | 足球                                | 任天堂           | 是        | 是    |
| 2018年9月19日  | 超级马力欧兄弟                      | 任天堂           | 是        | 是    |
| 2018年9月19日  | 超級瑪利歐兄弟3                     | 任天堂           | 是        | 是    |
| 2018年9月19日  | 特庫摩超級碗大賽                    | 光榮特庫摩遊戲   | 是        | 是    |
| 2018年9月19日  | 网球                                | 任天堂           | 是        | 是    |
| 2018年9月19日  | 耀西的蛋                            | 任天堂           | 是        | 是    |
| 2018年10月10日 | 塞尔达传说SP                        | 任天堂           | 是        | 是    |
| 2018年10月10日 | 马力欧高尔夫公开赛                  | 任天堂           | 是        | 是    |
| 2018年10月10日 | 所罗门之匙                          | 光榮特庫摩遊戲   | 是        | 是    |
| 2018年10月10日 | 热血高校躲避球部                    | 亞克系統         | 是        | 是    |
| 2018年11月14日 | 宇宙巡航艦SP (Stage 5)              | 科樂美           | 是        | 是    |
| 2018年11月14日 | 密特罗德                            | 任天堂           | 是        | 是    |
| 2018年11月14日 | 炸弹人杰克                          | 光榮特庫摩遊戲   | 是        | 是    |
| 2018年11月14日 | 马力欧高尔夫公开赛SP                | 任天堂           | 否        | 是    |
| 2018年11月14日 | 兵蜂                                | 科樂美           | 是        | 是    |
| 2018年12月12日 | 羅羅大冒險                          | HAL研究所        | 是        | 否    |
| 2018年12月12日 | 羅羅大冒險2                         | HAL研究所        | 否        | 是    |
| 2018年12月12日 | 马力欧医生SP                        | 任天堂           | 是        | 是    |
| 2018年12月12日 | 密特罗德SP (Ridley battle)          | 任天堂           | 是        | 是    |
| 2018年12月12日 | 忍者龙剑传                          | 光榮特庫摩遊戲   | 是        | 是    |
| 2018年12月12日 | 瓦里奥之森                          | 任天堂           | 是        | 是    |
| 2019年1月16日  | 超惑星战记                          | Sunsoft          | 是        | 是    |
| 2019年1月16日  | 魔界村SP                            | 卡普空           | 是        | 是    |
| 2019年1月16日  | Joy Mech Fight                      | 任天堂           | [ B ]     | 是    |
| 2019年1月16日  | 忍者龙剑传SP                        | 光榮特庫摩遊戲   | 是        | 是    |
| 2019年1月16日  | 林克的冒险                          | 任天堂           | 是        | 是    |
| 2019年2月13日  | 超惑星战记SP                        | Sunsoft          | 是        | 是    |
| 2019年2月13日  | 星之卡比 梦之泉物语                 | 任天堂           | 是        | 是    |
| 2019年2月13日  | 密特罗德SP (Mother Brain battle)    | 任天堂           | 是        | 是    |
| 2019年2月13日  | 超级马力欧兄弟USA                   | 任天堂           | 是        | 是    |
| 2019年2月13日  | 大相撲                              | 光榮特庫摩遊戲   | 否        | 是    |
| 2019年3月13日  | 火焰之纹章 暗黑龙与光之剑           | 任天堂           | 否        | 是    |
| 2019年3月13日  | 光神话 帕尔提娜之镜                 | 任天堂           | 是        | 是    |
| 2019年3月13日  | 星之卡比 梦之泉物语 SP              | 任天堂           | 是        | 是    |
| 2019年3月13日  | StarTropics                         | 任天堂           | 是        | 否    |
| 2019年3月13日  | 功夫                                | 科樂美           | 否        | 是    |
| 2019年3月13日  | 林克的冒险SP                        | 任天堂           | 是        | 是    |
| 2019年4月10日  | 光神话 帕尔提娜之镜SP               | 任天堂           | 是        | 是    |
| 2019年4月10日  | 擊拳熱鬥！！                        | 任天堂           | 是        | 是    |
| 2019年4月10日  | 星际战士                            | 科樂美           | 是        | 是    |
| 2019年4月10日  | 超级马力欧兄弟2                     | 任天堂           | 是        | 是    |
| 2019年5月15日  | 轉轉樂園                            | 任天堂           | 是        | 否    |
| 2019年5月15日  | 轉轉樂園                            | 任天堂           | 否        | 是    |
| 2019年5月15日  | 咚奇剛Jr.                           | 任天堂           | 是        | 是    |
| 2019年5月15日  | 星际战士SP                          | 科樂美           | 是        | 是    |
| 2019年5月15日  | VS.越野机车                         | 任天堂           | 是        | 是    |
| 2019年6月12日  | 碰碰车                              | City Connection  | 是        | 是    |
| 2019年6月12日  | 雙截龍II 復仇                       | 亞克系統         | 是        | 是    |
| 2019年6月12日  | 兵蜂SP                              | 科樂美           | 是        | 是    |
| 2019年6月12日  | 排球                                | 任天堂           | 是        | 是    |
| 2019年7月17日  | 咚奇剛3                             | 任天堂           | 是        | 是    |
| 2019年7月17日  | 炸弹人杰克SP                        | 光榮特庫摩遊戲   | 是        | 是    |
| 2019年7月17日  | 拆屋工                              | 任天堂           | 是        | 是    |
| 2019年8月21日  | 熱血行進曲                          | 亞克系統         | [ B ]     | 是    |
| 2019年8月21日  | 宇宙巡航艦SP (Second loop)          | 科樂美           | 是        | 是    |
| 2019年8月21日  | 超级中国人                          | Culture Brain    | 是        | 是    |
| 2019年8月21日  | GUN-DEC                             | 世嘉             | 是        | [ E ] |
| 2019年12月12日 | 天神之剑：遥远地天空奏鸣曲          | SNK              | 是        | [ F ] |
| 2019年12月12日 | 任天堂战争                          | 任天堂           | 否        | 是    |
| 2019年12月12日 | 星际魂斗罗                          | Sunsoft          | 是        | [ G ] |
| 2019年12月12日 | 公路追击16 Turbo                    | Sunsoft          | 否        | 是    |
| 2020年2月19日  | 亚特兰蒂斯之谜                      | Sunsoft          | 否        | 是    |
| 2020年2月19日  | 赛艇决战                            | Piko Interactive | 是        | 否    |
| 2020年2月19日  | 赤影战士                            | Natsume          | 是        | 否    |
| 2020年4月20日  | 火焰之纹章 暗黑龙与光之剑SP         | 任天堂           | 否        | 是    |
| 2020年4月20日  | 火焰之纹章 暗黑龙与光之剑SP 2       | 任天堂           | 否        | 是    |
| 2020年5月20日  | 阿格斯戰士                          | 光榮特庫摩遊戲   | 是        | 是    |
| 2020年7月15日  | 不死传说                            | Piko Interactive | 是        | 否    |
| 2020年9月23日  | 最終任務                            | Natsume          | 是        | 否    |
| 2020年12月18日 | 黑暗陰影                            | Piko Interactive | 是        | 否    |
| 2020年12月18日 | Smash Ping Pong                     | 任天堂           | 否        | 是    |
| 2021年2月17日  | 所罗门之匙2                         | 光榮特庫摩遊戲   | 是        | 是    |
| 2021年5月26日  | 忍者茶茶丸                          | City Connection  | 是        | 是    |
| 2021年7月28日  | 超級瑪利歐兄弟3 SP                  | 任天堂           | 是        | 是    |
| 2022年2月9日   | 地球冒險                            | 任天堂           | 是        | 是    |
| 2022年3月30日  | 打空气II                            | 萬代南夢宮娛樂   | 是        | 是    |
| 2022年3月30日  | 猫捉老鼠2                           | 萬代南夢宮娛樂   | 是        | 是    |
| 2022年5月26日  | 弹珠台                              | 任天堂           | 是        | 是    |
| 2022年7月21日  | 超人迪瓦                            | D4 Enterprise    | 是        | 是    |
| 2023年3月16日  | 鐵板陣                              | 萬代南夢宮娛樂   | 是        | 是    |
| 2023年6月6日   | 巴比伦塔                            | 萬代南夢宮娛樂   | 是        | 是    |
| 2023年10月31日 | 惡魔世界                            | 任天堂           | 是        | 是    |
| 2023年10月31日 | 謎之村雨城                          | 任天堂           | 是        | 是    |
| 2023年10月31日 | 忍者茶茶丸SP                        | City Connection  | 是        | 是    |
| 2024年2月22日  | 雙蛇城                              | Xbox游戏工作室   | 是        | 否    |
| 2024年2月22日  | R.C. Pro-Am                         | Xbox游戏工作室   | 是        | 否    |
| 2024年7月4日   | 眼鏡蛇快艇                          | Xbox游戏工作室   | 是        | 否    |
| 2024年7月4日   | 咚奇剛Jr.的算數遊戲                 | 任天堂           | 是        | 是    |
| 2024年7月4日   | Famicom名作童話：新・鬼島（前後篇） | 任天堂           | 否        | 是    |
| 2024年7月4日   | 高爾夫                              | 任天堂           | 是        | 是    |
| 2024年7月4日   | 五子連珠                            | 任天堂           | 否        | 是    |
| 2024年7月4日   | 超音速機車賽                        | 任天堂           | 是        | 是    |
| 2024年7月4日   | 麻將                                | 任天堂           | 否        | 是    |
| 2024年7月4日   | 太陽系噴氣機：尋找黃金太空船        | Xbox游戏工作室   | 是        | 否    |
| 2024年7月4日   | 街头小子                            | 任天堂           | 是        | 是    |
| 2024年12月12日 | 俄罗斯方块                          | 任天堂           | 是        | [ H ] |

1. 1 2 3 4 5 6 7  日本地区发行了FC磁碟机版
2. 1 2  原本只在日本地区发行，但最终于2023年9月6日在西方地區发行，亦是首次於日本以外发行（內容仍採用日語）
3. 1 2 3 4  FC磁碟機游戏
4. ↑  雖然遊戲封面是以原1984年首發的紅白機版，但內容是以1992年由街機版（任天堂對戰系統）《Vs.轉轉樂園》移植至FC磁碟機版為主（FC磁碟機版沒有遊戲封面）。
5. ↑  原本只在西方地区发行，但最终于2020年7月15日在日本发行
6. ↑  原本只在西方地区发行，但最终于2020年2月19日在日本发行
7. ↑  原本只在西方地区发行，但最终于2020年5月20日在日本发行
8. ↑  首次於日本地區發行，取代由防彈軟件（Bullet-Proof Software）開發，並於1988年12月在日本紅白機發行的家用電腦移植版《俄罗斯方块》（目前版權由俄羅斯方塊公司繼承）

#### Super Famicom / Super Nintendo Entertainment System游戏
在2019年9月4日的任天堂直面会中，任天堂宣布于2019年9月5日在全球范围内将Super Famicom / Super Nintendo Entertainment System游戏加入服务。首發共提供了21款作品。

2025年7月29日起新增按鍵任意更改功能的設定。
| 发布日期       | 游戏                          | 发行商              | NA/PAL/KR | JP/HK |
| -------------- | ----------------------------- | ------------------- | --------- | ----- |
| 2019年9月5日   | Rushing Beat亂 複製都市       | City Connection     | 是        | 是    |
| 2019年9月5日   | 龙战士                        | 卡普空              | 是        | 是    |
| 2019年9月5日   | 魔界村 紋章編                 | 卡普空              | 是        | 是    |
| 2019年9月5日   | F-Zero                        | 任天堂              | 是        | 是    |
| 2019年9月5日   | 戰鬥原始人3                   | G-Mode              | 是        | 是    |
| 2019年9月5日   | 卡比之碗                      | 任天堂              | 是        | 是    |
| 2019年9月5日   | 星之卡比3                     | 任天堂              | 是        | 是    |
| 2019年9月5日   | 塞尔达传说 众神的三角神力     | 任天堂              | 是        | 是    |
| 2019年9月5日   | 飛行俱樂部                    | 任天堂              | 是        | 是    |
| 2019年9月5日   | 網球高手                      | 萬代南夢宮娛樂      | [ a ]     | 是    |
| 2019年9月5日   | 星际火狐                      | 任天堂              | 是        | 是    |
| 2019年9月5日   | 特技立體賽車                  | 任天堂              | 是        | 是    |
| 2019年9月5日   | 超级E.D.F.                    | City Connection     | 是        | 是    |
| 2019年9月5日   | 超魔界村                      | 卡普空              | 是        | 是    |
| 2019年9月5日   | 超级马力欧卡丁车              | 任天堂              | 是        | 是    |
| 2019年9月5日   | 超级马力欧世界                | 任天堂              | 是        | 是    |
| 2019年9月5日   | 超级马力欧 耀西岛             | 任天堂              | 是        | 是    |
| 2019年9月5日   | 超级密特罗德                  | 任天堂              | 是        | 是    |
| 2019年9月5日   | 魔法氣泡通                    | 世嘉                | [ b ]     | 是    |
| 2019年9月5日   | 超统构足球                    | Spike Chunsoft      | 是        | 是    |
| 2019年9月5日   | 超級網球                      | 任天堂              | 是        | [ d ] |
| 2019年12月12日 | 龙战士II 使命之子             | 卡普空              | 是        | [ e ] |
| 2019年12月12日 | 星之卡比 超级豪华版           | 任天堂              | 是        | 是    |
| 2019年12月12日 | 星际火狐2                     | 任天堂              | 是        | 是    |
| 2019年12月12日 | 超级擊拳熱鬥！！              | 任天堂              | 是        | [ f ] |
| 2020年2月19日  | Pop'n 兵蜂                    | 科樂美              | 是        | 是    |
| 2020年5月20日  | 怒之要塞                      | City Connection     | 是        | 否    |
| 2020年5月20日  | Panel de Pon                  | 任天堂              | [ g ]     | 是    |
| 2020年5月20日  | 荒野之枪                      | Natsume             | 是        | [ h ] |
| 2020年7月15日  | 超級咚奇剛                    | 任天堂              | 是        | 是    |
| 2020年7月15日  | 全日本摔角世界最強篇          | Natsume             | 是        | 否    |
| 2020年7月15日  | 真·女神转生                   | Atlus               | 否        | 是    |
| 2020年9月3日   | 超级马力欧收藏辑              | 任天堂              | 是        | 是    |
| 2020年9月23日  | 超級咚奇剛2 蒂克斯剛&狄狄剛   | 任天堂              | 是        | 是    |
| 2020年9月23日  | 火焰之纹章 纹章之谜           | 任天堂              | 否        | 是    |
| 2020年9月23日  | 马力欧的超级绘图方块          | 任天堂              | 是        | [ i ] |
| 2020年9月23日  | Rushing Beat修羅              | City Connection     | 是        | 否    |
| 2020年12月18日 | 超級咚奇剛3                   | 任天堂              | 是        | 是    |
| 2020年12月18日 | 救火戰士                      | City Connection     | 是        | 是    |
| 2020年12月18日 | 國夫君的躲避球 全員集合！     | 亞克系統            | [ j ]     | 是    |
| 2020年12月18日 | 魔法氣泡小人物對決            | Sunsoft             | [ k ]     | 是    |
| 2020年12月18日 | 超級夢幻戰士IV 赤色之月的乙女 | Edia                | 是        | 否    |
| 2020年12月18日 | Tuff E Nuff                   | City Connection     | 是        | 否    |
| 2021年2月17日  | 末日戰士                      | Edia                | 是        | 否    |
| 2021年2月17日  | 摩登原始人                    | Interplay娛樂       | 是        | 否    |
| 2021年2月17日  | 虛幻之夢                      | Edia                | 是        | 是    |
| 2021年2月17日  | 真·女神转生II                 | Atlus               | 否        | 是    |
| 2021年5月26日  | 火焰之纹章 圣战之系谱         | 任天堂              | 否        | 是    |
| 2021年5月26日  | 战斗原始人                    | G-Mode              | 是        | 是    |
| 2021年5月26日  | 魔法微量球II                  | G-Mode              | 是        | 是    |
| 2021年5月26日  | 猴子大冒險                    | Natsume             | 是        | 否    |
| 2021年5月26日  | 超級模擬棒球 1.000            | Culture Brain Excel | 是        | [ l ] |
| 2021年5月26日  | 超级马力欧卡丁车SP            | 任天堂              | 是        | 是    |
| 2021年7月28日  | 炸彈小子                      | Throwback娛樂       | 是        | 是    |
| 2021年7月28日  | 自由變形人                    | Interplay娛樂       | 是        | 否    |
| 2021年7月28日  | 傑利小子                      | Throwback娛樂       | 是        | 否    |
| 2021年7月28日  | 真·女神转生if...              | Atlus               | 否        | 是    |
| 2022年2月9日   | 地球冒险2 基格的逆袭          | 任天堂              | 是        | 是    |
| 2022年2月9日   | 超级密特罗德SP                | 任天堂              | 是        | 是    |
| 2022年3月30日  | 蚯蚓吉姆2                     | Interplay娛樂       | 是        | 否    |
| 2022年3月30日  | 牧场物语                      | Marvelous           | [ m ]     | 是    |
| 2022年3月30日  | 超级马力欧世界SP              | 任天堂              | 是        | 是    |
| 2022年3月30日  | 超级击拳热斗！！ SP           | 任天堂              | 是        | 是    |
| 2022年5月26日  | 剛果小子                      | G-Mode              | 是        | 否    |
| 2022年5月26日  | Rushing Beat                  | City Connection     | 是        | 是    |
| 2022年5月26日  | 海腹川背                      | Studio最前線        | 否        | 是    |
| 2022年6月9日   | 星之卡比 超级豪华版 SP        | 任天堂              | 是        | 是    |
| 2022年6月9日   | 卡比之碗 SP                   | 任天堂              | 是        | 是    |
| 2022年6月9日   | 星之卡比3 SP                  | 任天堂              | 是        | 是    |
| 2022年7月21日  | 格鬥烈傳                      | G-Mode              | 是        | 是    |
| 2022年7月21日  | 卡比宝石星                    | 任天堂              | [ n ]     | 是    |
| 2022年7月21日  | 星之卡比 雪崩                 | 任天堂              | [ o ]     | 否    |
| 2023年3月16日  | Side Pocket                   | G-Mode              | 是        | 是    |
| 2024年2月22日  | 忍者蛙 in Battlemaniacs       | Xbox游戏工作室      | 是        | [ p ] |
| 2024年2月22日  | 殺手本能                      | Xbox游戏工作室      | 是        | 否    |
| 2024年4月12日  | 超級異形戰機                  | Irem                | 是        | 是    |
| 2024年4月12日  | 奇異 ~猴子們的寶島~           | 任天堂              | 否        | 是    |
| 2024年4月12日  | 拆屋工1998                    | 任天堂              | 是        | 是    |
| 2024年9月18日  | 安琪莉可                      | 光榮特庫摩遊戲      | 否        | 是    |
| 2024年9月18日  | 忍者蛙与双截龙                | Xbox遊戲工作室      | 是        | 否    |
| 2024年9月18日  | 野外大賽車                    | City Connection     | 是        | 是    |
| 2024年9月18日  | 宇宙盜賊團：方塊大戰          | 萬代南夢宮娛樂      | 是        | 是    |
| 2025年1月24日  | 餓狼傳說2                     | 特佳麗多美          | 是        | 是    |
| 2025年1月24日  | 超級中國人世界                | Culture Brain       | 是        | 是    |
| 2025年1月24日  | 搶救彩虹                      | 任天堂              | [ q ]     | 是    |
| 2025年3月28日  | 三國志IV                      | 光榮特庫摩遊戲      | 是        | 是    |
| 2025年3月28日  | SUPER 信长之野望·全国版       | 光榮特庫摩遊戲      | 是        | 是    |
| 2025年3月28日  | SUPER 信長之野望·武將風雲錄   | 光榮特庫摩遊戲      | 是        | 是    |
| 2025年3月28日  | 大航海时代II                  | 光榮特庫摩遊戲      | 是        | 是    |
| 2025年7月29日  | 瑪利歐繪圖                    | 任天堂              | 是        | 是    |

1. ↑  原本只在日本发行，但最终于2020年2月19日在西方地区发行
2. ↑  以《Super Puyo Puyo 2》名義首次發行
3. ↑  遊戲於2025年3月28日上午9時（UTC+8:00）結束配信
4. ↑  原本只在西方地区发行，但最终于2020年9月23日在日本发行
5. ↑  原本只在西方地区发行，但最终于2020年2月19日在日本发行
6. ↑  原本只在西方地區發行，但最終於2020年5月20日在日本發行
7. ↑  由於原歐美版《Tetris Attack》存在版權問題（使用Tetris品牌，而版權屬於The Tetris Company），因此採用原始版本（即日版《Panel de Pon》，中文俗稱《花仙子方塊》）並首次於歐美地區推出[47]
8. ↑  原本只在西方地区发行，但最终于2020年9月23日在日本发行
9. ↑  原本只在西方地区发行，但最终于2021年2月17日在日本发行
10. ↑  原本只在日本地区发行，但最终于2024年9月18日在歐美地區发行，亦是本作首次於日本以外發行（內容仍採用日語）
11. ↑  原本只在日本地区发行，但最终于2024年4月12日在歐美地區发行
12. ↑  原本只在西方地区发行，但最终于2023年6月6日在日本发行
13. ↑  原本只在日本地区发行，但最终于2023年6月6日在西方地區发行
14. ↑  原本只在日本地区发行，但最终于2023年9月6日在西方地區发行，亦是本作（超級任天堂版）首次於日本以外发行（內容仍採用日語）
15. ↑  此遊戲來自於日版《魔法氣泡》，歐美版又稱為卡比魔法氣泡
16. ↑  原本只在歐美地区发行，但最终于2024年4月12日在日本地區发行
17. ↑  本作首次於日本以外發行（內容仍採用日語）

#### Game Boy / Game Boy Color游戏
在2023年2月8日的任天堂直面會中，任天堂宣布即日在全球范围内推出Game Boy / Game Boy Color游戏加入服务，首发共提供了10款作品 。
| 发布日期       | 游戏                         | 发行商                | NA/PAL/KR | JP/HK |
| -------------- | ---------------------------- | --------------------- | --------- | ----- |
| 2023年2月8日   | 鬼屋魔影：新的夢魘           | THQ Nordic            | 是        | 否    |
| 2023年2月8日   | Game Boy遊戲博物館3          | 任天堂                | 是        | 是    |
| 2023年2月8日   | 魔界村外傳                   | 卡普空                | 是        | 是    |
| 2023年2月8日   | 星之卡比                     | 任天堂                | 是        | 是    |
| 2023年2月8日   | 薩爾達傳說 織夢島DX          | 任天堂                | 是        | 是    |
| 2023年2月8日   | 密特羅德II 薩姆斯的回歸      | 任天堂                | 是        | 是    |
| 2023年2月8日   | 超級瑪利歐樂園2 六個金幣     | 任天堂                | 是        | 是    |
| 2023年2月8日   | 俄羅斯方塊                   | 任天堂 俄罗斯方块公司 | 是        | 是    |
| 2023年2月8日   | 瓦利歐樂園3 不可思議的音樂盒 | 任天堂                | 是        | 是    |
| 2023年2月8日   | 役滿                         | 任天堂                | 否        | 是    |
| 2023年3月16日  | 漢堡世界 豪華版              | G-Mode                | 是        | 是    |
| 2023年3月16日  | 星之卡比2                    | 任天堂                | 是        | 是    |
| 2023年6月6日   | 滾滾卡比                     | 任天堂                | 是        | 是    |
| 2023年6月6日   | 超惑星戰記EX                 | Sunsoft               | 是        | 是    |
| 2023年7月27日  | 薩爾達傳說：大地之章         | 任天堂                | 是        | 是    |
| 2023年7月27日  | 薩爾達傳說：時空之章         | 任天堂                | 是        | 是    |
| 2023年8月8日   | 寶可夢戰鬥卡GB               | 任天堂                | 是        | 是    |
| 2023年9月6日   | 魔劍奇兵                     | 任天堂                | 是        | 否    |
| 2023年10月31日 | 惡魔城 漆黑前奏曲            | 科樂美                | 是        | 是    |
| 2024年3月12日  | 瑪利歐醫生                   | 任天堂                | 是        | 是    |
| 2024年3月12日  | 瑪利歐高爾夫GB               | 任天堂                | 是        | 是    |
| 2024年3月12日  | 瑪利歐網球GB                 | 任天堂                | 是        | 是    |
| 2024年5月15日  | 鐘為青蛙而響                 | 任天堂                | 否        | 是    |
| 2024年5月15日  | Alleyway                     | 任天堂                | 是        | 是    |
| 2024年5月15日  | 超級瑪利歐樂園               | 任天堂                | 是        | 是    |
| 2024年5月15日  | 棒球                         | 任天堂                | 是        | 是    |
| 2024年6月7日   | 洛克人世界                   | 卡普空                | 是        | 是    |
| 2024年6月7日   | 洛克人世界2                  | 卡普空                | 是        | 是    |
| 2024年6月7日   | 洛克人世界3                  | 卡普空                | 是        | 是    |
| 2024年6月7日   | 洛克人世界4                  | 卡普空                | 是        | 是    |
| 2024年6月7日   | 洛克人世界5                  | 卡普空                | 是        | 是    |
| 2024年11月22日 | 超級咚奇剛GB                 | 任天堂                | 是        | 是    |
| 2024年11月26日 | 咚奇剛樂園                   | 任天堂                | 是        | 是    |
| 2024年12月4日  | 咚奇剛GB 汀奇剛&蒂克斯剛     | 任天堂                | [ d ]     | [ b ] |
| 2024年12月12日 | 俄罗斯方块DX                 | 任天堂                | 是        | 是    |
| 2025年3月7日   | Game Boy 咚奇剛              | 任天堂                | 是        | 是    |
| 2025年3月7日   | 瑪利歐繪圖方塊               | 任天堂                | 是        | 是    |
| 2025年5月23日  | 孤岛的冒險者                 | 科樂美                | 是        | 是    |
| 2025年5月23日  | 宇宙巡航机︰星际突袭         | 科樂美                | 是        | 是    |
| 2025年5月23日  | 希望之劍                     | Kemco                 | 是        | 是    |
| 2025年5月23日  | 星之卡比︰寶石之星           | 任天堂                | 是        | 是    |

1. ↑  各地區（北美、歐洲和韓國，日本和香港）收錄9款遊戲和1款地區獨佔遊戲
2. 1 2 3 4 5 6 7 8 9 10 11 12 13 14  Game Boy Color遊戲
3. ↑  （v1.1版本）
4. ↑  （v1.1版本）

### 懷舊主機精選遊戲（擴充包）

#### 任天堂64遊戲
在2021年9月24日的任天堂直面會中，任天堂宣佈於同年10月26日在全球範圍內推出任天堂64遊戲加入服務，首發共提供了9款作品。遊戲的幀數是基於使用60Hz規格的NTSC格式版本；部分遊戲還可以選擇播放以其原始PAL格式50Hz速度運行的歐洲版本，遊戲亦包括支持多種語言版本。

2025年6月5日起新增遊戲倒帶和按鍵任意更改功能的設定。
| 发布日期       | 游戏                    | 发行商         | NA/PAL/KR | JP/HK          |
| -------------- | ----------------------- | -------------- | --------- | -------------- |
| 2021年10月26日 | 瑪利歐醫生64            | 任天堂         | 是        | 否             |
| 2021年10月26日 | 薩爾達傳說 時之笛       | 任天堂         | 是        | 是             |
| 2021年10月26日 | 瑪利歐賽車64            | 任天堂         | 是        | 是             |
| 2021年10月26日 | 瑪利歐網球64            | 任天堂         | 是        | 是             |
| 2021年10月26日 | 罪与罚 ～地球的继承者～ | 任天堂         | 是        | 是             |
| 2021年10月26日 | 星際火狐64              | 任天堂         | 是        | 是             |
| 2021年10月26日 | 超級瑪利歐64            | 任天堂         | 是        | 是             |
| 2021年10月26日 | WinBack                 | 光榮特庫摩遊戲 | 是        | 是             |
| 2021年10月26日 | 耀西故事                | 任天堂         | 是        | 是             |
| 2021年12月10日 | 紙片瑪利歐              | 任天堂         | 是        | 是             |
| 2022年1月21日  | 班卓熊大冒险            | Xbox游戏工作室 | 是        | 是             |
| 2022年2月25日  | 薩爾達傳說 穆修拉的假面 | 任天堂         | 是        | 是             |
| 2022年3月11日  | F-Zero X                | 任天堂         | 是        | 是             |
| 2022年4月15日  | 瑪利歐高爾夫64          | 任天堂         | 是        | 是             |
| 2022年5月20日  | 星之卡比64              | 任天堂         | 是        | 是             |
| 2022年6月24日  | 寶可夢隨樂拍            | 任天堂         | 是        | 是             |
| 2022年7月15日  | 組合機械人              | 任天堂         | 否        | 是             |
| 2022年7月15日  | 組合機械人V2            | 任天堂         | 否        | 是             |
| 2022年7月15日  | 寶可夢方塊聯盟          | 任天堂         | 是        | 否             |
| 2022年8月19日  | 水上摩托64              | 任天堂         | 是        | 是             |
| 2022年10月13日 | 飛行俱樂部64            | 任天堂         | 是        | 是             |
| 2022年11月2日  | 瑪利歐派對              | 任天堂         | 是        | 是             |
| 2022年11月2日  | 瑪利歐派對2             | 任天堂         | 是        | 是             |
| 2023年1月27日  | 黃金眼007               | 任天堂         | 是        | [ II ] [ III ] |
| 2023年4月12日  | 寶可夢競技場2           | 任天堂         | 是        | 是             |
| 2023年8月8日   | 寶可夢競技場金銀        | 任天堂         | 是        | 是             |
| 2023年8月30日  | 越野機車64              | 任天堂         | 是        | 是             |
| 2023年10月27日 | 瑪利歐派對3             | 任天堂         | 是        | 是             |
| 2023年11月30日 | 噴射力量雙子星          | Xbox游戏工作室 | 是        | [ III ]        |
| 2023年12月8日  | 1080°滑雪               | 任天堂         | 是        | 是             |
| 2023年12月8日  | 牧場物語2               | Marvelous      | 是        | 是             |
| 2024年2月22日  | 暴力推土機              | Xbox游戏工作室 | 是        | [ IV ]         |
| 2024年4月23日  | 極限G                   | Throwback娛樂  | 是        | 否             |
| 2024年4月23日  | 伊吉的計算球            | Throwback娛樂  | 是        | 否             |
| 2024年10月25日 | 班卓熊大冒险2           | Xbox游戏工作室 | 是        | 是             |
| 2025年1月31日  | 實感賽車64              | 萬代南夢宮娛樂 | 是        | [ V ]          |
| 2025年5月16日  | 殺手本能 黃金版         | Xbox游戏工作室 | 是        | 否             |

| 发布日期       | 游戏                | 发行商            | NA/PAL/KR | JP/HK  |
| -------------- | ------------------- | ----------------- | --------- | ------ |
| 2024年6月18日  | 圖羅克：恐龍獵人    | Nightdive Studios | 是        | [ VI ] |
| 2024年6月18日  | 完美黑暗            | Xbox游戏工作室    | 是        | 是     |
| 2024年10月29日 | 恐龍獵人2：邪惡之種 | Nightdive Studios | 是        | [ VI ] |
| 2024年10月29日 | 暗影人              | Nightdive Studios | 是        | 否     |

1. 1 2 3 4 5 6 7 8 9 10 11 12 13 14 15 16 17  該遊戲的60Hz和50Hz版本均可用
2. ↑  原本只在西方地區發行，但最終於2023年11月30日在日本地區發行
3. 1 2  需要在「Nintendo 64 - Nintendo Switch Online 18+」中遊玩
4. ↑  原本只在西方地區發行，但最終於2024年4月24日在日本地區發行
5. ↑  原本只在西方地區發行，但最終於2025年5月16日在日本地區發行
6. 1 2  原本只在西方地區發行，但最終於2025年1月31日在日本地區發行

#### 世嘉 Mega Drive / Sega Genesis遊戲
在2021年9月24日的任天堂直面會中，任天堂宣佈於同年10月26日在全球範圍內推出世嘉 Mega Drive / Sega Genesis遊戲加入服務。首发共提供了14款作品。
| 发布日期       | 游戏                          | 发行商        | NA/PAL/KR | JP/HK |
| -------------- | ----------------------------- | ------------- | --------- | ----- |
| 2021年10月26日 | 惡魔城 血族                   | 科樂美        | 是        | 是    |
| 2021年10月26日 | 魂斗羅 鐵血兵團               | 科樂美        | 是        | 是    |
| 2021年10月26日 | 蛋頭博士的神奇機器            | 世嘉          | [ b ]     | 否    |
| 2021年10月26日 | 海豚歷險記                    | 世嘉          | 是        | 是    |
| 2021年10月26日 | 戰斧                          | 世嘉          | 是        | 是    |
| 2021年10月26日 | 銀河快槍手                    | 世嘉          | 是        | 是    |
| 2021年10月26日 | 銀河武者                      | 世嘉          | 是        | 是    |
| 2021年10月26日 | 夢幻之星IV 千年紀的終結       | 世嘉          | 是        | 是    |
| 2021年10月26日 | 魔法氣泡                      | 世嘉          | 否        | 是    |
| 2021年10月26日 | 外星王子                      | 世嘉          | 是        | 是    |
| 2021年10月26日 | 光明與黑暗續戰篇 眾神的遺產   | 世嘉          | 是        | 是    |
| 2021年10月26日 | 超級忍II                      | 世嘉          | 是        | 是    |
| 2021年10月26日 | 刺猬索尼克2                   | 世嘉          | 是        | 是    |
| 2021年10月26日 | 怒之鐵拳II 死鬥的鎮魂歌       | 世嘉          | 是        | 是    |
| 2021年10月26日 | 出擊飛龍                      | 卡普空        | 是        | 是    |
| 2021年12月17日 | 獸王記                        | 世嘉          | 是        | 是    |
| 2021年12月17日 | 螞蟻超人                      | 世嘉          | 是        | 是    |
| 2021年12月17日 | 石中劍                        | 世嘉          | 是        | 是    |
| 2021年12月17日 | 閃電出擊II MD                 | 世嘉          | 是        | 是    |
| 2021年12月17日 | 外星双傻                      | 世嘉          | 是        | 是    |
| 2022年3月17日  | 異形戰士                      | 世嘉          | 是        | 是    |
| 2022年3月17日  | 光之十字軍戰士                | 世嘉          | 是        | 是    |
| 2022年3月17日  | Super Fantasy Zone            | Sunsoft       | 是        | 是    |
| 2022年4月22日  | 光明與黑暗續戰篇II 古代的封印 | 世嘉          | 是        | 是    |
| 2022年4月22日  | 索尼克旋轉球                  | 世嘉          | 是        | 是    |
| 2022年4月22日  | 太空哈利II                    | 世嘉          | 是        | 是    |
| 2022年7月1日   | 漫畫地帶                      | 世嘉          | 是        | 是    |
| 2022年7月1日   | 洛克人機器世界                | 卡普空        | 是        | 是    |
| 2022年7月1日   | 重裝機兵雷諾斯                | Extreme       | 是        | 是    |
| 2022年7月1日   | 零翼戰機                      | TATSUJIN      | 是        | 是    |
| 2022年9月16日  | 龍少女戰士 艾莉西亞           | Game Arts     | 是        | 是    |
| 2022年9月16日  | 雷神傳說 〜光之繼承者〜       | 世嘉          | 是        | 是    |
| 2022年9月16日  | 蚯蚓吉姆                      | Interplay娛樂 | 是        | 是    |
| 2022年12月16日 | 異形風暴                      | 世嘉          | 是        | 是    |
| 2022年12月16日 | Columns                       | 世嘉          | 是        | 是    |
| 2022年12月16日 | 戰斧II                        | 世嘉          | 是        | 是    |
| 2022年12月16日 | VR战士2                       | 世嘉          | 是        | 是    |
| 2023年4月19日  | 小鳥妃奇                      | 世嘉          | 是        | 是    |
| 2023年4月19日  | 超能力小子                    | 世嘉          | 是        | 是    |
| 2023年4月19日  | 脈衝超人                      | 世嘉          | 是        | 是    |
| 2023年4月19日  | 街头霸王II' -冠军版-          | 卡普空        | 是        | 是    |
| 2023年6月28日  | 超級忍                        | 世嘉          | 是        | 是    |
| 2023年6月28日  | 新創世紀                      | 世嘉          | 是        | 是    |
| 2023年6月28日  | 大魔界村                      | 卡普空        | 是        | 是    |
| 2023年6月28日  | 秘境魔寶 ～皇帝財寶～         | 世嘉          | 是        | 是    |
| 2024年11月27日 | 战场之狼II                    | 卡普空        | 是        | 是    |
| 2024年11月27日 | 外星双傻2                     | 世嘉          | 是        | 是    |
| 2024年11月27日 | 粒子战士                      | 世嘉          | 是        | 是    |
| 2025年4月11日  | 霹雳双警                      | 世嘉          | 是        | 是    |
| 2025年4月11日  | 怒之铁拳                      | 世嘉          | 是        | 是    |
| 2025年4月11日  | 藍色霹靂號                    | 世嘉          | 是        | 是    |

1. ↑  各地區（北美、歐洲和韓國，日本和香港）收錄13款遊戲和1款地區獨佔遊戲
2. ↑  此遊戲來自於日版《魔法氣泡》，歐美版又稱為魔法氣泡外傳

#### Game Boy Advance遊戲
在2023年2月8日的任天堂直面會中，任天堂宣布即日在全球范围内推出Game Boy Advance游戏加入服务，首发共提供了6款作品。
| 发布日期       | 游戏                                | 发行商            | NA/PAL/KR | JP/HK |
| -------------- | ----------------------------------- | ----------------- | --------- | ----- |
| 2023年2月8日   | 滾滾歡樂球                          | 任天堂            | 是        | 是    |
| 2023年2月8日   | 薩爾達傳說 不可思議的帽子           | 任天堂            | 是        | 是    |
| 2023年2月8日   | 马力欧与路易吉RPG                   | 任天堂            | 是        | 是    |
| 2023年2月8日   | 马里奥赛车Advance                   | 任天堂            | 是        | 是    |
| 2023年2月8日   | 超級瑪利歐Advance 4                 | 任天堂            | [ a ]     | [ b ] |
| 2023年2月8日   | 瓦力欧制造                          | 任天堂            | [ c ]     | 是    |
| 2023年3月9日   | 密特羅德 融合                       | 任天堂            | 是        | 是    |
| 2023年5月26日  | 超級瑪利歐Advance                   | 任天堂            | 是        | 是    |
| 2023年5月26日  | 超級瑪利歐Advance 2                 | 任天堂            | 是        | 是    |
| 2023年5月26日  | 超級瑪利歐Advance 3                 | 任天堂            | 是        | 是    |
| 2023年6月23日  | 火焰之纹章 封印之剑                 | 任天堂            | 否        | 是    |
| 2023年6月23日  | 火焰之纹章 烈火之剑                 | 任天堂            | 是        | 是    |
| 2023年9月29日  | 星之卡比 鏡之大迷宮                 | 任天堂            | 是        | 是    |
| 2024年1月17日  | 黃金太陽 開啟的封印                 | 任天堂            | 是        | 是    |
| 2024年1月17日  | 黃金太陽 失落的時代                 | 任天堂            | 是        | 是    |
| 2024年2月22日  | 地球冒險3                           | 任天堂            | 否        | 是    |
| 2024年3月29日  | F-Zero:最高時速                     | 任天堂            | 是        | 是    |
| 2024年6月18日  | 薩爾達傳說 眾神的三角神力與四人之劍 | 任天堂            | 是        | 是    |
| 2024年6月18日  | 密特羅德 零點任務                   | 任天堂            | 是        | 是    |
| 2024年7月12日  | 傳說的斯塔飛                        | 任天堂            | 是        | 是    |
| 2024年7月12日  | 傳說的斯塔飛2                       | 任天堂            | 是        | 是    |
| 2024年7月12日  | 傳說的斯塔飛3                       | 任天堂            | 是        | 是    |
| 2024年8月9日   | 寶可夢不可思議的迷宮 紅色救難隊     | 任天堂 寶可夢公司 | 是        | 是    |
| 2024年10月11日 | F-Zero GP傳說                       | 任天堂            | 是        | 是    |
| 2024年10月11日 | F-Zero 高潮                         | 任天堂            | 是        | 是    |
| 2025年2月14日  | 瓦利歐樂園Advance                   | 任天堂            | 是        | 是    |
| 2025年4月22日  | 火焰之纹章 圣魔之光石               | 任天堂            | 是        | 是    |

1. ↑  （v1.1版本）
2. ↑  （v1.2版本）
3. ↑  此遊戲並沒有在韓國地區提供

#### GameCube遊戲
在2025年4月2日的任天堂直面會中，宣布在全球范围内推出GameCube游戏加入服务，三款首發遊戲在6月5日隨任天堂Switch 2發售時加入，並只能在Switch 2上使用。此服务允許玩家重新分配按鈕並自訂每個遊戲的控制方式，而且還可以透過Wii U GameCube控制器轉接器使用原廠GameCube控制器或配對會員限定版GameCube無線控制器來操作遊戲，不過原廠GameCube控制器無法輸入非GameCube設備的操作指令（如截屏和GameChat）。
| 發佈日期      | 遊戲                         | 發行商 | NA/PAL/KR | JP/HK |
| ------------- | ---------------------------- | --- | --------- | ----- |
| 2025年6月5日  | F-Zero GX                    | 任天堂 | 是        | 是    |
| 2025年6月5日  | 薩爾達傳說 風之律動          | 任天堂 | 是        | 是    |
| 2025年6月5日  | 劍魂II                       | 萬代南夢宮娛樂 | 是        | 是    |
| 2025年7月3日  | 超級瑪利歐激戰前鋒           | 任天堂 | 是        | 是    |
| 2025年8月21日 | 小小機械人                   | data-sort-value="是" style="background: #D2FFD2; color: black; vertical-align: middle; text-align: center; " class="table-yes2 skin-invert" \| | 是        |       |
| 未定          | 火焰之紋章 蒼炎之軌跡        | 任天堂 | 是        | 是    |
| 未定          | 路易吉洋樓                   | 任天堂 | 是        | 是    |
| 未定          | 寶可夢圓形競技場             | 任天堂 | 是        | 是    |
| 未定          | 寶可夢XD 闇之旋風 黑暗利基亞 | 任天堂 | 是        | 是    |
| 未定          | 超級瑪利歐陽光               | 任天堂 | 是        | 是    |

## 註解
1. ↑  僅適用透過任天堂Switch Online連線的遊戲，部分遊戲無需會籍仍可連線遊玩。
2. 1 2 3 4 5  可另行付費購買，擁有擴充票會籍者無需購買即可遊玩。
3. 1 2 3 4  只適用於任天堂Switch 2平台遊玩

### 遊戲發行商
1. 1 2 3 4 5 6  原Technōs Japan發行，目前著作權於2015年起由亞克系統持有
2. 1 2 3 4 5 6 7 8 9  原特庫摩發行
3. 1 2 3 4 5 6 7 8 9 10 11  原Jaleco發行，目前著作權於2013年起由City Connection持有
4. ↑  日本版原由南夢宮發行
5. ↑  原颯美發行，2004年與世嘉合併為世嘉颯美控股後，颯美的電子遊戲業務轉移至世嘉旗下
6. ↑  原Electro Brain發行
7. ↑  NES版原藝電發行
8. ↑  原Ultra Games（科樂美的子公司）發行
9. 1 2 3 4 5 6 7 8  原南夢宮發行
10. ↑  原T&E軟件發行，目前著作權於2019年起由D4 Enterprise持有
11. 1 2 3 4 5 6 7 8 9 10  原任天堂發行，開發商Rare於2002年9月24日被微软完全收購後（包含旗下除了任天堂持有的《超級大金剛》系列和《星際火狐大冒險》之外所有遊戲IP），成為旗下的第一方工作室（Xbox遊戲工作室）至今
12. 1 2 3 4 5 6 7  原Data East發行，目前著作權於2004年起由G-Mode持有
13. ↑  原Compile（英语：Compile (company)）發行，目前著作權於1998年起由世嘉持有
14. ↑  原Human Entertainment發行，目前著作權於2012年起由Spike Chunsoft持有（最初由Spike持有）
15. ↑  日本原由東京書籍旗下的Tonkin House發行（2004年結束遊戲業務並於2006年解散）
16. ↑  原日本通訊網絡（Telenet Japan）發行，目前著作權於2020年起由Edia持有
17. ↑  原Laser Soft（日本通訊網絡的子公司）發行，目前著作權於2020年起由Edia持有
18. ↑  原Titus France發行（日本由Kemco發行），目前著作權由Interplay娛樂持有
19. ↑  原Riot（日本通訊網絡旗下部門）發行，目前著作權於2020年起由Edia持有
20. ↑  SNES版原Kemco發行（最初家用電腦版由Image Works發行），目前著作權由2006年新成立，位於加拿大的Throwback娛樂持有
21. ↑  原Ocean Software發行，目前著作權由2006年新成立，位於加拿大的Throwback娛樂持有
22. 1 2  原由香港彩星集團旗下的美國Playmates Interactive Entertainment發行（歐洲版由維珍互動娛樂發行，日本版由特佳麗發行），目前版權由Interplay娛樂持有
23. ↑  原Pack-In-Video發行，目前著作權於2003年起由Marvelous持有
24. ↑  原TNN發行，目前著作權於2012年起由1997年9月成立的Studio最前線持有
25. 1 2 3 4 5 6  原光榮發行
26. ↑  原北美版由Tradewest發行，歐洲版由索尼圖像軟體（英语：Sony Imagesoft）發行，持有著作權兼開發商Rare於2002年9月24日被微軟完全收購後（包含旗下除了任天堂持有的《超級大金剛》系列和《星際火狐大冒險》之外所有遊戲IP），成為旗下的第一方工作室（Xbox遊戲工作室）至今
27. ↑  超級任天堂版原由特佳麗發行
28. ↑  原英寶格（Infogrames）發行，目前著作權於2018年起由THQ Nordic持有
29. ↑  原由隸屬於蘇聯對外貿易部的全联盟电子设备联合会（Elektronorgtechnica，簡稱ELORG）持有（1991年蘇聯解體後成為私人公司），目前由1996年成立的俄罗斯方块公司（The Tetris Company）持有（最初和ELORG共同持有，2005年1月ELORG公司出售給俄罗斯方块公司後倒閉）
30. ↑  原Titus Interactive發行（由任天堂協力），Titus Interactive於2005年倒閉後改由任天堂發行
31. ↑  美版由西華產業（Seika Corporation）發行
32. 1 2  原Rare發行（日本由任天堂發行），2002年9月24日被微软完全收購後，成為旗下的第一方工作室（Xbox遊戲工作室）至今
33. ↑  原勝利互動軟件（使用Pack-In Soft品牌）發行，目前著作權於2003年起由Marvelous持有
34. 1 2  原讚譽娛樂（Acclaim Entertainment）發行，目前著作權於2006年起由新成立，位於加拿大的Throwback娛樂持有
35. 1 2 3  原讚譽娛樂（Acclaim Entertainment）發行
36. ↑  雖然原日版是由東亞企劃發行與原美版是由Seismic發行，但是原開發商Compile公司擁有著作權，目前已於1998年起由世嘉持有（之後M2公司繼承Aleste系列版權並不包括《銀河武者》）
37. ↑  原由日本Computer System（NCS）持有的Masaya Games發行，目前版權於2014年起由Extreme持有
38. ↑  原東亞企劃發行，目前版權於2017年起由TATSUJIN持有

## 外部連結
- 官方网站（英文）
- 官方网站（繁體中文）